# Pararge marginata
Pararge marginata är en fjärilsart som beskrevs av Gussich 1917. Pararge marginata ingår i släktet Pararge och familjen praktfjärilar. Inga underarter finns listade i Catalogue of Life.